# 趙素昻
趙 素昻（チョ・ソアン、1887年旧暦4月10日 - 1958年9月10日）は、朝鮮の独立運動家、政治家、法学者、政治思想家。第2代韓国国会議員。京畿道坡州出身。本貫は咸安趙氏。本名は趙 鏞殷（チョ・ヨンウン）。字は敬仲、素昻は号である。
生六臣の趙旅の17世孫で、共に独立運動家である趙鏞夏は兄、趙鏞周、趙鏞漢、趙時元（元国会議員、本名・趙鏞元）は弟、趙鏞済は妹。独立運動家の趙時済と趙仁済は息子。

## 人物
両班の家系に生まれる。1902年に成均館に入学し、同年に申采浩などと声討文を作って李夏栄などに抗議した。1904年に成均館を修了後、大韓帝国皇室派遣留学生として来日し、東京府立第一中学校に入学した。1906年、東京で留学生の親睦団体である共修学会を組織し、会報の発行人・主筆を務め、同年に明治大学法学部に入学した。1909年に東京にある朝鮮人の各団体を統合した大韓興学会を創立し、会誌『大韓興学会報』の主筆となった。庚戌国恥の時は「韓日合邦声討文」を作成し緊急大会を招集しようとしたが、政府により拘禁された。1911年、朝鮮留学生親睦会を創立して会長となった。1912年に大学を卒業し帰国。儆新学校・養正義塾・大同法律専門学校などで教鞭をとったが、1913年に中国に亡命し申圭植、朴殷植、鄭寅普などと共に同済社を博達学院に改編し、同年に陳果夫、黄覚らと共に抗日団体の大同党を組織した。1917年にスウェーデンのストックホルムで開催された国際社会党大会に朝鮮の議題を提出し、六聖教、主権不滅論、民権民有論などを提唱した。
1919年2月1日、大韓独立宣言書を作成し、すぐに日本に渡って東京在住の朝鮮人留学生を指導し、2・8独立宣言を作成するよう指導した。同年の三・一独立運動後、大韓独立義軍府を組織し副主席に就任し、漢城政府の交通部長に推戴された。近代的な法律知識や、中国での見聞などに基づいて、独立運動の思想的基盤の構築に努めた。4月11日に上海で大韓民国臨時政府樹立を決議し、政治・経済・教育における機会均等を唱える「三均主義」の理念をもとに初憲法である「大韓民国臨時憲章」を作成し、臨時政府の建国綱領の理論的根拠として採択された。同年にパリ講和会議にも参加し、その後は欧州順訪をした。1921年に国際社会党代表団としてロシア各地を視察した後、5月にモスクワを経由して北京で共産主義を批判する「満洲里宣言」を発表した。上海に戻った後、1922年に臨時政府外務総長・議政院議長、世界韓人同盟会会長を務め、金相玉を国内に密派した。1930年、李東寧、李始栄、金九、安昌浩などと韓国独立党を創設し、「三均主義」に立脚した「太極旗民族革命論」を提唱した。他には韓国独立党の対外宣伝及び臨時政府の理論展開と外交問題をほぼ専担した。1934年の臨時政府国務会議で、「三均主義」を国是とした「大韓民国臨時政府建国綱領」を採択させた。1937年に韓国光復運動団体連合会を結成し、1940年に韓国独立党の副委員長に就任した。1941年12月10日は金九主席と連名で対日宣戦布告を発表、1942年に中華民国外交部長の孫科と協力して韓中文化協会を創設し、金奎植と共同副会長を務めた。1943年に韓国独立党執行委員長、1945年に重慶臨時政府外務部長となった。また、金九や呂運亨などと時事策進会などを組織した。
日本の敗戦による解放後、12月1日に臨時政府の要人第2陣で帰国、1946年に非常国民会議を組織し議長となり、金九と共に臨時政府の正統性の固守を主張した。非常国民会議が韓国民族代表者大会と統合され、国民会議に改編された後、再び議長に選出された。また、反託闘争委員会副委員長と三均主義青年同盟委員長にも推戴された。その後は金九らと国連信託統治反対、南朝鮮単独政府樹立反対を訴え、1948年4月に平壌へ行き南北協商に参加した。1948年12月に、方応謨、白泓均、趙時元などと社会党を結成し、党首を務めた。1950年の第2回国会議員選挙にソウル城北区から出馬し、全国最多得票の3万4000余票で国会議員に当選したが、1950年の朝鮮戦争当時、北朝鮮軍に連行された。1956年7月に在北平和統一促進協議会の執行委員、常務委員に推挙されたが、その後はスパイ容疑により粛清・投獄されたという。1958年9月10日に死去し、1970年代末に平壌市の愛国烈士陵に移葬された。
なお、李承晩政権時代、趙素昻は北朝鮮による対南スパイ工作や李承晩らの要人に対する暗殺計画の総責任者だと見なされた。

## 栄転
- 1989年 韓国政府から建国勲章大韓民国章
- 1990年 朝鮮民主主義人民共和国政府から祖国統一賞